# Korneliusz Palma
Korneliusz Palma Aulus Cornelius Palma Frontonianus (zm. 117 n.e.) – wódz i polityk rzymski z okresu panowania cesarza Trajana, konsul w roku 99 i 109. Cieszył się dużym zaufaniem i przyjaźnią Trajana. Przeciwnik polityczny i osobisty wróg przyszłego cesarza Hadriana. Na przełomie 106 i 107 r n.e. jako namiestnik Syrii (104/5-108) zdobył i zorganizował prowincję Arabię. W 117 roku został oskarżony o udział w spisku przeciwko cesarzowi Hadrianowi i skazany na śmierć.